# Мойше Надір
Мойше Надір (ідиш משה נאַדיר, справжнє ім'я — Ісаак Райз) (1885, Нараїв, тепер Україна — 1943, Нью-Йорк) — єврейський письменник.

## Життєпис
Мойше Надір народився в 1885 році в селі Нараєві,  нині Тернопільського району Тернопільської області України. До 12 років Надір навчався в хедері. Його батько, уродженець Золочева, викладав німецьку мову дітям тодішнього дідича Нараїва.
У 1898 році емігрував до США разом із сім'єю. У 1902 році вперше послав вірші і статті в «Тегліхн Херолд» («Щоденний вісник») і з тих пір публікувався в різних газетах як під справжнім ім'ям, так і під безліччю псевдонімів. У 1915 році під псевдонімом Мойше Надир опублікував збірку еротичної поезії «Дикі троянди», що викликала бурхливі дискусії.
Надір був активним комуністом, у 1926 році відвідав Європу: Париж, Варшаву, Вільнюс і радянську Росію. Після укладення пакту Молотова — Ріббентропа вийшов з Комуністичної партії.
Помер у Нью-Йорку в 1943 році.

## Творчість
Автор книг: «Від учора до завтра», «Під сонцем» (1926), «казочки з мораллю» (1919). Крім них перу Надіра належать статті і філософські есе, рецензії та п'єси. Він перекладав на ідиш Марка Твена, Льва Толстого та Анатоля Франса. Надір також опублікував низку статей англійською мовою, хоча й говорив
|  | Я не пишу англійською тому, що не хочу. Точніше, я пишу англійською, коли мені не треба нічого особливого сказати. Коли ж я пишу про те, що зачіпає серце, я пишу на ідиш. Я думаю на ідиш і воно пишеться само. |